# ملاءة (مالية)
الملاءة المالية  في التمويل أو الأعمال التجارية، هي الدرجة التي تتجاوز بها الأصول الحالية للفرد أو الكيان الخصوم المتداولة لهذا الفرد أو الكيان. الملاءة يمكن أيضا وصفها بأنها قدرة الشركة على الوفاء بالتزاماتها بالنفقات الثابتة وتحقيق التوسع والنمو كليهما في الأجل الطويل. ويقاس هذا باستخدام صيغى صافي الرصيد السائل. في هذه الصيغة تحسب الملاءة بإضافة النقد وما يشبهه إلى الاستثمارات قصيرة الأجل، ثم طرح أوراق الدفع.